# قلبی به این سپیدی
قلبی به این سپیدی (انگلیسی: A Heart So White) عنوان کتابی است از خاویر ماریاس نویسنده و مترجم اسپانیایی که نخستین مرتبه در سال ۱۹۹۲ توسط راندوم هاوس منتشر گردید. این کتاب توسط مارگارت جول کوستا از زبان اسپانیایی به انگلیسی برگردانده شده‌است. این کتاب در این ایران با عنوان قلبی به این سپیدی توسط نشر چشمه و به ترجمه مهسا ملک مرزبان منتشر شده‌است. چاپ دهم این اثر سال ۱۴۰۰ منتشر شده‌است.

## معرفی
ماجرای رمان قلبی به این سپیدی با روایت خودکشی راوی شروع می‌شود. راوی رمان یک مترجم زبده در سازمان‌های بین‌المللی است. او در فضای کارش با یک زن آشنا می‌شود. با او ازدواج می‌کند. در فرایند روایت راوی، مدام به گذشته بازمی‌گردد و آنچه از سر گذرانده‌است را مرور می‌کند. گذشته‌ای سرشار از ماجراهای عجیب و درگیر آسیب‌های متعدد بوده‌است.
مهسا ملک مرزبان علاقه‌مندی‌اش به خابیر ماریاس را مهمترین دلیل ترجمه اثری از او عنوان کرده بود. همچنین مترجم عنوان کرده بود کلمه‌ها یا عبارت‌هایی از متن فارسی هنگام صدور مجوز نشر کتاب، سانسور شده‌است.
نسخه صوتی
رمان قلبی به این سپیدی به صورت کتاب صوتی و نسخه الکترونیک در دسترس است.

## نقد و بررسی

تصویر جلد ترجمه نسخه انگلیسی کتاب

برخی  منتقدان ادبی غربی، این رمان را تلفیقی سریع و پرکشش از خشونت، عشق و ماجراجویی یاد کرده‌اند.
نادر شهریوری دربارهٔ این اثر نوشته‌است:
«قلبی به این سپیدی» عنوانی است که خابیر ماریاس، نویسنده اسپانیایی از «مکبثِ» شکسپیر یا مشخص‌تر بگوییم از جمله‌های لیدی مکبث به وام گرفته‌است. خابیر ماریاس به زیبایی مقوله‌های مهم زندگی از قبیل دانستن، تکرار، خستگی و… را در کنار هم گرد آورده‌است، به ندرت می‌توان رمانی یافت که در حین کشش برای خواندن به منظور پیدا کردن رازی که در آن پنهان است، خواننده را نیز به چنین مقوله‌های مهمی پیوند دهد. خابیر ماریاس از عهده این کار برمی‌آید، اما اگر بخواهیم به مضمونی که مهم‌تر است توجه کنیم، آن مضمون مقوله زبان است. «قلبی به این سپیدی»، با یک نگاه رمانی دربارهٔ قدرت جادویی زبان است: اهمیت زبان در زندگی روزمره، از مناسبات عادی و ساده تا مناسباتی پیچیده در سطح قدرت و در مناسبات میان دولت‌ها.

گیتی صفرزاده نیز دربارهٔ فارسی این اثر عنوان کرده‌است.

خابیر ماریاس از نویسندگان معاصر اسپانیا است. گرچه این کتاب از زبان اصلی به فارسی برگردانده نشده اما از آن‌جا که بر ترجمه انگلیسی نویسنده نظارت داشته و خود ماریاس نیز مترجمی زبده است، می‌توان امیدوار بود که در مقاطع ترجمه، لحن و فضای اثر از دست نرفته باشد.
در برنامه رؤیای کاغذی رادیو فرهنگ در وصف این اثر عنوان شده‌است؛
رمان ریتمِ سریع و پُرکششی دارد و در آن می‌توان تلفیقی از خشونت، عشق و ماجراجویی را دید؛ «قلبی به این سپیدی» روایتی است که غیرمنتظرانه مخاطبش را تسخیر می‌کند، ماریاس در رمان قلبی به این سپیدی، به مسائل عمیق انسانی پرداخته و تاوان و هزینهٔ تردید و بلاتکلیفی را به تصویر کشیده‌است.

در نقد منتشر شده وب سایت الف؛ عنوان شده‌است: «قلبی به این سپیدی اگرچه به ظاهر رمانی داستان محور به نظر می‌رسد، اما به واقع به شدت اثری درونگرایانه است و می‌کوشد از منظری روانکاوانه به انسانها و روابط چالش‌برانگیز میان آنها بپردازد.»

## جوایز
رمان قلبی به این سپیدی در برخی رقابت‌های ادبی تقدیر شده‌است. از جمله می‌توان به برگزیده شدن در رقابت ادبی معتبر دابلین ایمپک اشاره کرد.